# Green Flame Boys
Green Flame Boys (초록불꽃소년단) sind eine südkoreanische Punkrock-Band. Im Jahr 2023 besteht die Band aus Cho Kicheol, Yang Jeonghyeon, Lee Jaewoong und Lee Woojin. Seit ihrer Gründung im Jahr 2012 hat die Band die Studioalben Greenroom (2017) und Greenbridge (2022) veröffentlicht.

## Geschichte
Die Green Flame Boys wurden 2012 von Cho Kicheol und Yang Jeonghyeon gegründet. Yang Jeonghyeon und Cho Kicheol trafen sich zum ersten Mal auf dem Rockfestival, und sie waren die gleichen Ex-Mitglieder der Band Cheolnam im Jahr 2010. Ihr Bandname ist von einem gleichnamigen italienischen Märchen abgeleitet. Im Jahr 2015 veröffentlichten sie eine EP She Was Just a Cute Tsubomi. Die Single ist ein Lied über die japanische Erotikdarstellerin Tsubomi. Im Jahr 2017 veröffentlichten sie ihr erstes Studioalbum Greenroom.
Im Jahr 2022 veröffentlichten sie ihr zweites Studioalbum Greenbridge, das gute Kritiken erhielt. Das Visla Magazine beschrieb das Album als eine erfahrene Performance, die die richtigen Stärken und Schwächen für jeden Track an der richtigen Stelle vereint. Im Jahr 2023 traten sie zusammen mit Fishing Girls, Walking After You, 2Z, Badram und Deluxe X Deluxe beim Keunsori Festival auf, das von der Korea Popular Music Culture Promotion Association veranstaltet wurde. Sie gewannen den dritten Platz beim Pentaport Rock Festival Super Rookie Competition 2023 und traten auf dem Festival auf.

## Diskografie
Alben
- 2017: Greenroom
- 2022: Greenbridge